# Donacia crassipes
Espèce
Donacia crassipes, la Donacie du nénuphar, est une espèce de chrysomèles européennes de la sous-famille des Donaciinae,.

## Systématique
L'espèce Donacia crassipes est décrite par Fabricius en 1775,,.

## Description
L’adulte a une longueur comprise entre 9 et 12 mm. Son corps est allongé. Ses élytres sont de couleur bleu ou violacé métallique avec des stries de points vert clair. L’abdomen est argenté.

## Répartition
Cet insecte est présent en Europe de l’ouest et du nord (îles Britanniques, Scandinavie) de la France jusqu’en Russie. Il est absent dans les pays du sud de l’Europe.

## Biologie
La Donacie du nénuphar se nourrit sur le nénuphar blanc (Nymphaea alba) et le nénuphar jaune (Nuphar lutea), aussi bien au stade larvaire, où il se nourrit des racines, qu’au stade adulte.
La femelle regroupe ses œufs, sur la face inférieure des feuilles de nénuphar, à proximité immédiate des trous qu’elle a creusés. La larve, de couleur blanche se laisse tomber au fond de l’eau. Elle se nourrit de tiges et de rhizomes immergés. Comme tous les coléoptères, l’adulte de Donacia crassipes possède sur l’abdomen des stigmates qui lui permettent de respirer. Sa larve, quant à elle, a des crochets abdominaux qu’elle enfonce dans les canaux aérifères du nénuphar pour y puiser l’air. La nymphose a lieu dans un cocon étanche attaché à un rhizome de la plante.
Lors de la saison de reproduction, les mâles adultes se battent entre eux,.

### Publication originale
- (la) J. C. Fabricius, Systema Entomologiae, Sistens Insectorum Classes, Ordines, Genera, Species Adiectis Synonymis, Locis, Descriptionibus, Observationibus, 1775, 1-832 p.